# Jacques Michon (professeur)
Pour les articles homonymes, voir Jacques Michon.
Jacques Michon est un professeur de littérature québécois né en 1945. Il s'est joint comme professeur au Département des lettres et communications de l'Université de Sherbrooke en 1975, où il a enseigné jusqu'à sa retraite. En 1982, il a fondé, avec son collègue Richard Giguère, le Groupe de recherches et d'études sur le livre au Québec (GRÉLQ) (anciennement Groupe de recherche sur l'édition littéraire au Québec), dont les activités sont consacrées à l'étude du livre et de l'édition dans une perspective sociohistorique. Directeur du GRÉLQ de 1982 à 2006, il a également été titulaire de la Chaire de recherche du Canada sur l’histoire du livre et de l’édition de 2002 à 2008.
Michon détient une maîtrise de l'Université McGill et un doctorat en littérature de l'Université Paris II. Spécialiste de l'histoire de l'édition littéraire, de la poésie française du XIXe siècle et de la littérature québécoise du XXe siècle, ses travaux s'inscrivent dans la perspective de la sociologie de la littérature et de l'histoire littéraire. Jacques Michon a également mené des recherches en bibliologie et en textologie. En 2014, l'Université de Sherbrooke lui a décerné le titre de professeur émérite en lettres et sciences humaines.
Il a dirigé l'Histoire de l'édition littéraire au Québec au XXe siècle, publié chez Fides en trois volumes (1999, 2004, 2010), qui constitue un ouvrage de référence pour les études littéraires québécoises.

## Publications
- (et al.), Structure, idéologie et réception du roman québécois de 1940 à 1960, Sherbrooke, Département d'études françaises, Université de Sherbrooke, 1979.
- Émile Nelligan : les racines du rêve, Montréal, Presses de l'Université de Montréal, 1983.
- (dir.), L'Édition du livre populaire : études sur les Éditions Édouard Garand, de l'Étoile, Marquis et Granger, études rassemblées et présentées par Jacques Michon, Sherbrooke/Québec, Éditions Ex libris, 1988.
- (édition critique), Émile Nelligan, Œuvres complètes, 2 vol., Éditeur, Montréal, Fides, 1991.
  - Vol. 1. Poésies complètes 1896-1941, édition critique établie par Réjean Robidoux et Paul Wyczynski.
  - Vol. 2. Poèmes et textes d'asile 1900-1941, édition critique établie par Jacques Michon ;  édition revue et augmentée, en collaboration avec A. Gervais, Montréal, Fides, « BQ », 2006.
- (dir.), Éditeurs transatlantiques : études sur les Éditions de l'Arbre, Lucien Parizeau, Fernand Pilon, Serge Brousseau, Mangin, B.D. Simpson, rassemblées et présentées par Jacques Michon, Sherbrooke, Québec, Éditions Ex libris ; Montréal, Éditions Triptyque, 1991.
- (dir.), L'édition littéraire en quête d'autonomie : Albert Lévesque et son temps, Sainte-Foy, Québec, Presses de l'Université Laval, 1994.
- (dir.), Édition et pouvoirs, 12e colloque international de bibliologie, Québec, Presses de l'Université Laval, 1995.
- Fides : la grande aventure éditoriale du père Paul-Aimé Martin, Saint-Laurent/Québec, Fides, 1998.
- (dir.), Histoire de l'édition littéraire au Québec au XXe siècle. La naissance de l'éditeur, 1900-1939, vol. 1, Saint-Laurent, Fides, 1999. (Dirigée par Jacques Michon. Avec la collaboration de Liette Bergeron, Marie-Claude Brosseau, Yvan Cloutier, Dominique Garand, Richard Giguère, Marc-André Goulet, Pierre Hébert, François Landry, Patrick Nicol, Suzanne Pouliot, Simone Vannucci, Josée Vincent et l'assistance de René Davignon)
- (édition critique), Paul Morin, Œuvres poétiques complètes, édition critique par Jacques Michon, Montréal, Presses de l'Université de Montréal, « Bibliothèque du Nouveau Monde », 2000.
- avec Jean-Yves Mollier (dir.), Les mutations du livre et de l'édition dans le monde du XVIIIe siècle à l'an 2000, colloque international, Sherbrooke 2000, Sherbrooke, Ex libris, 2000.
- (dir.), Histoire de l'édition littéraire au Québec au XXe siècle. Le temps des éditeurs, 1940-1959, vol. 2, Saint-Laurent/Québec, Fides, 2004. (Dirigée par Jacques Michon. Avec la collaboration d'Yvan Cloutier, Richard Giguère, Pierre Hébert, André Marquis, Suzanne Pouliot, Josée Vincent et l'assistance de René Davignon)
- (éd.), Les éditeurs québécois et l'effort de guerre, 1940-1948, catalogue de l'exposition produite par Bibliothèque et Archive nationales du Québec et présentée à la Grande Bibliothèque du 22 septembre 2009 au 28 mars 2010, Montréal, BAnQ et PUL, 2009.
- (dir.), Histoire de l'édition littéraire au Québec au XXe siècle. La bataille du livre, 1960-2000, vol. 3, Montréal, Fides, 2010. (Dirigée par Jacques Michon. Avec la collaboration de Mélanie Beauchemin, Frédéric Brisson, Julie Frédette, Pierre Hébert, Marie-Pier Luneau, Suzanne Pouliot, Nathalie Watteyne et l’assistance de René Davignon)

## Prix et distinctions
- 1983 - Finaliste au Prix du Gouverneur général, Émile Nelligan : les racines du rêve
- 2000 - Prix Jean Éthier-Blais
- 2000 - Prix Alphonse-Desjardins
- 2014 - Professeur émérite, Université de Sherbrooke.